# Ankomstkommun
Ankomstkommun avser inom svensk migrationslagstiftning den kommun där ensamkommande asylsökande barn ger sig till känna för svensk myndighet.
När ett ensamkommande asylsökande barn anländer till Sverige erbjuds barnet, enligt socialtjänstlagen, ett tillfälligt boende i denna kommun. 

## Översikt
En ankomstkommun ansvarar bland annat för att ordna boende för barnet i avvaktan på att Migrationsverket ska anvisa en kommun som ska ta över ansvaret. Migrationsverket har kontor i ett antal kommuner där ett ensamkommande barn kan lämna in asylansökan. Det medför att de flesta av de asylsökande barnen tar kontakt med en myndighet i någon av dessa kommuner som då blir ankomstkommun. Dessa kommuner är Bodens kommun, Flens kommun, Gävle kommun, Göteborgs kommun, Malmö kommun, Sigtuna kommun, Norrköpings kommun och Stockholms kommun.
Kommunerna väljer själva hur de ensamkommande barnens boende ska ordnas. När det är lämpligt och möjligt kan familjehem vara en bra lösning. I andra fall bygger kommunen upp olika typer av gruppboenden eller upphandlar boende av privata företag.